# Poa trachyantha
Poa trachyantha là một loài cỏ trong họ hòa thảo, thuộc chi poa.